# Санков, Евгений Иванович
Евгений Иванович Санков (1910—1988) — советский авиаконструктор.

## Биография
В 1933 году окончил Московский авиационный техникум. Работал конструктором, затем ведущим авиаконструктором ОКБ Ильюшина. С 1946 года начальник бригады крыла.
Сын — Николай Евгеньевич Санков (р. 1948), авиаконструктор.

## Награды и премии
- Сталинская премия второй степени (1952) — за работу в области самолётостроения
- Ленинская премия (1960) — за работу в области самолётостроения (за первый советский экспортный самолёт Ил-18, руководитель работ по созданию крыла и его взлётно-посадочной механизации).